# Puig de Sant Miquel (Vallfogona de Ripollès)
El Puig de Sant Miquel és una muntanya de 1.224 metres que es troba al municipi de Vallfogona de Ripollès, a la comarca catalana del Ripollès.